# Hymen imperforatus
Hymen imperforatus is een medische aandoening waarbij de vagina is afgesloten door een ondoordringbare hymen (maagdenvlies). Het wordt meestal ontdekt na het uitblijven van de menstruatie (menarche). Doordat het menstruatiebloed niet weg kan hoopt het zich op in de vagina, de uterus en de eileiders. Er ontstaat cyclisch optredende buikpijn en er is bij onderzoek een bomberend hymen te zien met een zwelling voelbaar onder in de buik. De behandeling bestaat uit een sneetje in het vlies waarna het bloed opgevangen wordt.